# Interlinguística
Interlinguística é a ciência que estuda as línguas planejadas, disciplina formalizada por Otto Jespersen em 1931 como o estudo das interlínguas, ou seja, línguas de contato adaptadas para a comunicação internacional. Em tempos mais recentes, o objeto de estudo da interlinguística foi ajustado em relação ao planejamento de linguagem, conjunto de estratégias para desenvolver um sistema linguístico com estruturas e funções semelhantes às línguas naturais.
A interlinguística apareceu pela primeira vez como um ramo de estudos dedicado ao estabelecimento de normas para línguas auxiliares, mas ao longo de sua história centenária foi entendida por diferentes autores cada vez mais amplamente como um ramo interdisciplinar da ciência que inclui vários aspectos da comunicação. Dentre esses aspectos, estão a norma-padrão, as políticas linguística, a sociolinguística, a história da escrita, o estabelecimento de línguas francas, a pidgnização e a crioulização.

## História
O termo interlinguistique foi utilizado pela primeira vez pelo esperantista belga Jules Meysmans. Pode-se dizer que o campo da interlinguística divide-se em quatro fases: a primeira, iniciada por volta de 1879, cria sua base a partir dos dados do esperanto; a segunda coloca em xeque a forma mais adequada de uma língua auxiliar; a terceira, com a disseminação de suas contribuições por escolas; e, por fim, e era atual da política linguística, integrada a questões de globalização e multilinguismo.
A interlinguística pode ser entendida, portanto, a partir de duas visões:
1. Estudo das interlínguas, das línguas criadas com o intuito de comunicação universal;
2. Estudo de fenômenos comparativos entre línguas.

## Tipos de interlíngua
A tabela a seguir lista um representante de cada uma das categorias apresentadas.
|             | Línguas orais | Línguas orais (com escrita) | Sistemas de escrita | Línguas de sinais                         | Linguagem multimodal |
| ----------- | ------------- | --------------------------- | ------------------- | ----------------------------------------- | -------------------- |
| Espontâneas | Russenorsk    | Tok psin                    | Mandarim clássico   | Língua de sinais dos Índios das Planícies | Silbo gomero         |
| Construídas | Damin         | Esperanto                   | Semantografia       | Gestuno                                   | Solresol             |